# Philonotis hermannii
Philonotis hermannii là một loài rêu trong họ Bartramiaceae. Loài này được H. Rob. mô tả khoa học đầu tiên năm 1980.